# Yi-ngo (huyện)
Yi-ngo (tiếng Thái: ยี่งอ) là một huyện (amphoe) của tỉnh Narathiwat, phía nam Thái Lan.

## Địa lý
Các huyện giáp ranh (từ phía bắc theo chiều kim đồng hồ) là Bacho, Mueang Narathiwat, Ra-ngae và Rueso.

## Hành chính
Huyện này được chia thành 6 phó huyện (tambon), các đơn vị này lại được chia ra thành 40 làng (muban). Yi-ngo là một thị trấn (thesaban tambon) nằm trên một phần của tambon Yi-ngo. Có 6 Tổ chức hành chính tambon.
| STT | Tên        | Tên tiếng Thái | Số làng | Dân số |  |
| --- | ---------- | -------------- | ------- | ------ |  |
| 1.  | Yi-ngo     | ยี่งอ            | 7       | 8.724  |  |
| 2.  | Lahan      | ละหาร          | 8       | 7.464  |  |
| 3.  | Cho Bo     | จอเบาะ         | 9       | 7.603  |  |
| 4.  | Lubo Baya  | ลุโบะบายะ       | 6       | 4.102  |  |
| 5.  | Lubo Buesa | ลุโบะบือซา       | 5       | 4.570  |  |
| 6.  | Tapoyo     | ตะปอเยาะ       | 5       | 8.222  |  |